# Pero morrisonatus
Pero morrisonaria là một loài bướm đêm trong họ Geometridae.